# Félix Savón
Félix Savón (San Vicente, 1967. szeptember 22.) kubai amatőr ökölvívó.
Háromszoros olimpiai bajnok és hatszoros világbajnok.

## Eredményei
- 1985-ben junior világbajnok nehézsúlyban. A döntőben a lengyel Andrej Golotát győzte le.
- 1986-ban világbajnok nehézsúlyban.
- 1987-ben aranyérmes a pánamerikai játékokon nehézsúlyban.
- 1989-ben világbajnok nehézsúlyban.
- 1991-ben aranyérmes a pánamerikai játékokon nehézsúlyban. A döntőben a későbbi profi világbajnok amerikai Shannon Briggset győzte le.
- 1991-ben világbajnok nehézsúlyban.
- 1992-ben olimpiai bajnok nehézsúlyban.
- 1993-ban világbajnok nehézsúlyban.
- 1995-ben aranyérmes a pánamerikai játékokon nehézsúlyban. A döntőben a későbbi profi világbajnok amerikai Lamon Brewstert győzte le.
- 1995-ben világbajnok nehézsúlyban. A döntőben a későbbi profi Európa-bajnok német Luan Krasniqit győzte le.
- 1996-ban olimpiai bajnok nehézsúlyban.
- 1997-ben a budapesti világbajnokságon a döntőben kikapott a későbbi profi világbajnok üzbég Ruslan Chagayevtől. Utóbb Csagajevet megfosztották címétől két az Amerikai Egyesült Államokban profi szabályok szerint vívott bemutató mérkőzése miatt, így Savon lett a világbajnok.
- 1999-ben a világbajnokságon a bíráskodás miatti tiltakozásból nem áll ki a döntőre, így ezüstérmes lett.
- 2000-ben olimpiai bajnok nehézsúlyban. A döntőben a későbbi profi világbajnok orosz Szultan-Ahmed Magomedszalihovics Ibragimovot győzte le.
- 408 mérkőzéséből 387-et nyert meg, 21-et vesztett el.

## Érdekességek
- Rajta kívül csak Papp László és Teófilo Stevenson nyert három olimpiai aranyat ökölvívásban.
- A Szöulban megrendezett 1988-as olimpián a kubai versenyzők nem vettek részt, így a toronymagasan esélyes Savón sem. A nehézsúlyú bajnok végül az olimpia előtt néhány hónappal megtartott USA-Kuba viadalon általa legyőzött amerikai Ray Mercer lett.